# Alejandra Caraballo
Alejandra Caraballo es una abogada de derechos civiles e instructora clínica en la Clínica de Derecho Cibernético de la Escuela de Derecho Harvard. Caraballo es activista por los derechos de las personas transgénero y se ha pronunciado en contra de la legislación y las políticas antitrans y la retórica anti-LGBT y de derecha estadounidense en línea.

## Biografía
Cuando Caraballo tenía quince años, su padre quedó discapacitado permanentemente tras perder un brazo en un accidente laboral. Ella describe las luchas de su familia con el sistema de compensación para trabajadores y la ayuda legal para resolverlas, como «demostrándome el poder que la ley puede tener».
Caraballo obtuvo una licenciatura en Asuntos Gubernamentales y Mundiales de la Universidad de Tampa. Luego obtuvo un JD de la Facultad de Derecho de Brooklyn, donde estudió con especialización en propiedad intelectual y derecho de los medios. Poco después de aprobar el examen de abogacía, se salió del armario como mujer transgénero.

### Carrera profesional
Caraballo fue abogada del Proyecto de Ley LGBTQ en el Grupo de Asistencia Legal de Nueva York, donde representó a personas LGBT que buscan asilo y otras personas inmigrantes. Luego comenzó a trabajar como abogada de plantilla en el Transgender Legal Defense & Education Fund, donde se dedicó a la abogacía a nivel nacional.
En 2021, se unió a Cyberlaw Clinic en Harvard Law School como instructora clínica. Ella y otra instructora que iniciaron su carrera como profesoras, fueron las primeras mujeres trans de color en enseñar en la facultad de derecho.
Caraballo es experta en temas transgénero, y ha pasado años monitoreando la retórica anti-LGBT y de la derecha política en Internet.

### Activismo
Caraballo ha hablado abiertamente sobre la legislación y las políticas anti-trans, la transfobia de personalidades de los medios y otras personas prominentes, y la moderación inadecuada de la retórica anti-trans en las redes sociales. En marzo de 2022, se pronunció en contra de la Ley de derechos de los padres en la educación de Florida, también apodada el proyecto de ley Don't Say Gay («No digas gay») por sus oponentes, que se presentó en enero de 2022 y que el gobernador Ron DeSantis promulgó en marzo siguiente. Caraballo describió el proyecto de ley como «un ataque sin precedentes a los derechos LGBT», prediciendo que probablemente conduciría a un serio revés en las políticas que protegen los derechos LGBT en las escuelas. Más tarde ese año, Caraballo criticó las acciones de Elon Musk después de adquirir Twitter, incluida su decisión de restablecer las cuentas que habían sido suspendidas por amenazas, acoso o información errónea.
Caraballo compareció como testigo en una audiencia frente al Comité de Supervisión y Reforma de la Cámara de Representantes el 13 de diciembre de 2022 sobre el tema Confronting White Supremacy (Part VII): The Evolution of Anti-Democratic Extremist Groups and the Ongoing Threat to Democracy («Confrontando la Supremacía Blanca (Parte VII): La Evolución de los Grupos Extremistas Antidemocráticos y la Amenaza Continua a la Democracia»). Durante la audiencia, la representante Nancy Mace la interrogó sobre los últimos tuits que publicó luego de que la Corte Suprema de los Estados Unidos revocara el caso Roe contra Wade sobre el aborto, en la que escribió:

The 6 justices who overturned Roe should never know peace again. It is our civic duty to accost them every time they are in public. They are pariahs. Since women don't have their rights, these justices should never have a peaceful moment in public again
Los 6 jueces que revocaron a Roe nunca más deberían conocer la paz. Es nuestro deber cívico abordarlos cada vez que están en público. Son parias. Dado que las mujeres no tienen sus derechos, estos jueces nunca deberían volver a tener un momento de paz en público

### Política
Caraballo sirvió en una junta comunitaria de Brooklyn. En 2020, anunció su candidatura para el puesto de distrito 35 del Concejo Municipal de la ciudad de Nueva York e hizo campaña para eliminar los fondos del Departamento de Policía de Nueva York y redirigir los fondos hacia otros servicios, así como para mejorar la vivienda asequible. Finalmente abandonó la carrera antes de las elecciones.
Caraballo es una socialista democrática. En abril de 2021 fue miembro del Club Demócrata Stonewall de la ciudad de Nueva York.